# ガンサー・シュラー
ガンサー・シュラー（Gunther Schuller、1925年11月11日 - 2015年6月21日）は、アメリカ合衆国の近代・現代音楽の作曲家、ホルン奏者、ジャズ・ミュージシャン、指揮者、作家、教育者。

## 略歴
ドイツ移民の息子としてニューヨークに生まれる。フルートとフレンチホルン、音楽理論を学び、17歳の時にシンシナティ交響楽団に入団。さらに19歳の時にはメトロポリタン歌劇場管弦楽団に入団する。またニューヨークではマイルス・デイヴィス、ジョン・ルイスらとジャズ・バンドを組んで活躍した。やがて作曲家を志し、ほとんど独学で作曲を学ぶ。芸術音楽とポピュラー音楽の垣根を取り外した「サード・ストリーム（第3の流れ）」を提唱し、現代音楽の中に積極的にジャズの要素を取り込もうとした。さまざまな大学で作曲を教え、オリヴァー・ナッセンやマーク＝アンソニー・タネジ、エドゥアルド・マータは門下生である。1967年から1977年にかけてはニューイングランド音楽院の院長を務めている。また指揮者の小澤征爾と協力してタングルウッド音楽祭を主催した。1994年には『Of Reminiscences and Reflections』でピューリッツァー賞音楽部門を受賞するなど、アメリカで最も重要な作曲家、指揮者、ジャズ・ミュージシャン、ホルン奏者の一人として幅広く活躍した。
1974年と1976年にグラミー賞を受賞。ジャズの研究家としても著名で、現在のジャズ界に大きな影響力を及ぼした。GM Recordingsというレコード会社を主催し、アメリカ人演奏家を起用した幅広い時代の音楽の紹介に努めた。指揮法教程(The Compleat Conductor)も出版した。

## 創作

### 音楽作品
- Trois Hommages （1942年～1946年）
- Vertige d’Eros （1945年）
- 瞑想～交響的習作 （1947年）
- ダブルベース四重奏曲 （1947年）
- 5本のホルンのための5つの作品 （1952年）
- 共存～ヴァイオリン、ピアノ、打楽器のための～ （1957年）
- パウル・クレーの主題による7つの習作 （1959年）
- テューバと管弦楽のための狂詩曲 （1960年）
- ジャズへの旅 （1962年）
- 交響曲 （1965年）
- Eine Kleine Posaunenmusik （1980年）
- ヴァイオリンとピアノのためのデュオローグ （1981年）
- ピアノ三重奏曲 （1984年）
- バスーン、弦楽四重奏とピアノのための六重奏曲 （1986年）
- Phantasmata （1989年）
- ギターのための幻想組曲 （1994年）
- An Arc Ascending （1996年）
- 金管と打楽器のための交響曲
- 幻想曲 作品19
- ホルン協奏曲 第1番
- バスーン協奏曲
- ピアノ協奏曲
- デュオローグ－4つの性格的小品
- 金管四重奏と吹奏楽のための「Diptic（2枚の絵）」
- 無伴奏チェロのための幻想曲
- デュオ・ソナタ
- 三手のためのピアノ協奏曲 (二人のピアニストが必要)
- 即興曲とカデンツァ
- 八重奏曲
- Studies for Unaccompanied Horn
- Abstraction
- Triplum
- On Winged Flight
- Of Reminiscences and Reflections

### 著作
- ホルンのテクニック（訳：西岡信雄、音楽之友社）
- 初期のジャズ
- 指揮法教程